# Eupithecia accessata
Eupithecia accessata är en fjärilsart som beskrevs av Karl Dietze 1910. Eupithecia accessata ingår i släktet Eupithecia och familjen mätare. Inga underarter finns listade i Catalogue of Life.